# Africana
Africana este cel de-al patrulea single al Deliei de pe albumul „Pe aripi de vant”. Lansată oficială pe 21 septembrie 2012, piesa este o producție F.Charm, în timp ce muzica și versurile poartă semnătura artistei.

## Lansarea
Pentru prima dată, single-ul este anunțat prin intermediul contului oficial de Facebook al artistei, pe 3 septembrie când este și încărcată o variantă audio pe contul personal de YouTube al Deliei. După două zile, piesa ajunge și pe iTunes. La mai bine de două săptămâni de la apariția pe YouTube, varianta audio ajunge și pe contul Cat Music. Videoclipul este anunțat printr-o serie de poze postate pe Facebook, dar și printr-un teaser ce apare pe 10 octombrie atât pe Facebook cât și pe YouTube. Lansarea oficială a videoclipului are loc pe 17 octombrie.

## Videoclip
Videoclipul single-ului „Africana” este cel care încheie seria de producții filmate și regizate chiar de artistă, ultimele două, Wuella Wuella și Omadeo sunt create pe aceeași idee. Filmările au avut loc în timpul lunii de miere a Deliei. Videoclipul prezintă locații de pe continentul african, mai exact din Etiopia. Pentru a obține un look cât mai apropiat de cel afro, artista a fost ajutată chiar de membri ai tribului Mursi. 
Videoclipul a fost încărcat pe contul personal de YouTube al Deliei pe 17 octombrie, iar a doua zi, pe 18 octombrie apare și pe contul oficial al casei de discuri Cat Music.

## Lansările
| Țara    | Data               | Format           | Casă discuri |
| ------- | ------------------ | ---------------- | ------------ |
| România | 05 septembrie 2012 | Digital Download | Cat Music    |